# André Graindorge

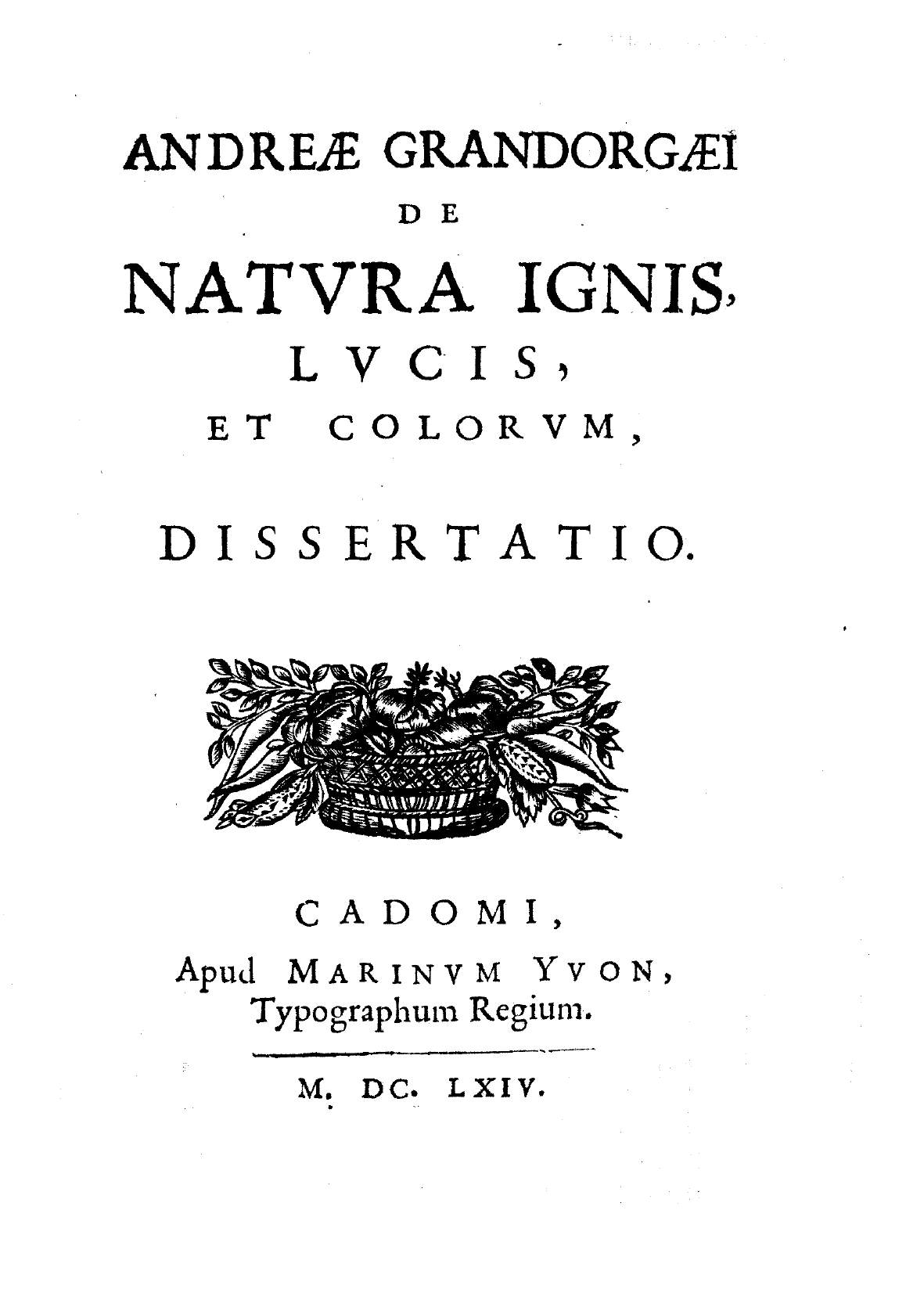
De natura ignis, lucis et colorum dissertatio, 1664

André Graindorge (Caen, 1616 – 13 gennaio 1676) è stato un filosofo e medico francese.

## Biografia
Si laureò in medicina a Montpellier. Lavorò per vent'anni a Narbonne, chiamato dall'arcivescovo Claude de Rebé, e studiò filosofia, in particolare le relazioni fra fisica e filosofia, Indagò le opere di Epicuro e Pierre Gassendi. 
La sua opera fu citata da Pierre-Daniel Huet (De interprétatione), Jean Chapelain, Guy Patin. Nel 1662 fondò, insieme a Huet,  l'Académie de physique de Caen.
Morì nel 1676: negli ultimi tempi aveva sofferto di ricorrenti deliri notturni. Suo fratello Jacques Graindorge, archeologo, era già morto nel 1659.

## Opere
- (LA) De natura ignis, lucis et colorum dissertatio, Caen, Marin Yvon, 1664.